# 加藤泰觚
加藤 泰觚（かとう やすかど）は、江戸時代前期から中期にかけての大名。伊予国新谷藩2代藩主。

## 略歴
大洲藩嫡子・加藤泰義の長男として誕生。
先代藩主で大叔父の加藤直泰に嗣子が無かったため、寛文9年（1669年）にその養嗣子となった。天和2年（1682年）、直泰の死去により跡を継ぐ。駿府加番に任じられた。
享保元年（1716年）10月12日、病を理由に長男の泰貫に家督を譲って隠居し、享保11年（1726年）2月24日に死去した。享年71。